# Tetraníquids
Els tetraníquids (Tetranychidae) són una família d'àcars (altrament dits “aranyes roges”) que conté unes 1.200 espècies. Generalment viuen en el revers de les fulles de les plantes, on fan una teranyina de seda protectora i causen danys en les plantes en fer-ne puncions per tal d'alimentar-se. Un membre d'aquesta família, Tetranychus urticae se sap que s'alimenta de més de 1000 espècies de plantes.

## Descripció
Els membres d'aquesta família d'àcars fan menys d'1 mm de llarg i tenen color diversos. Els seus ous són inicialment esfèrics i transparents i les teranyines serveixen de protecció a les seves colònies contra els depredadors.

## Cicle vital

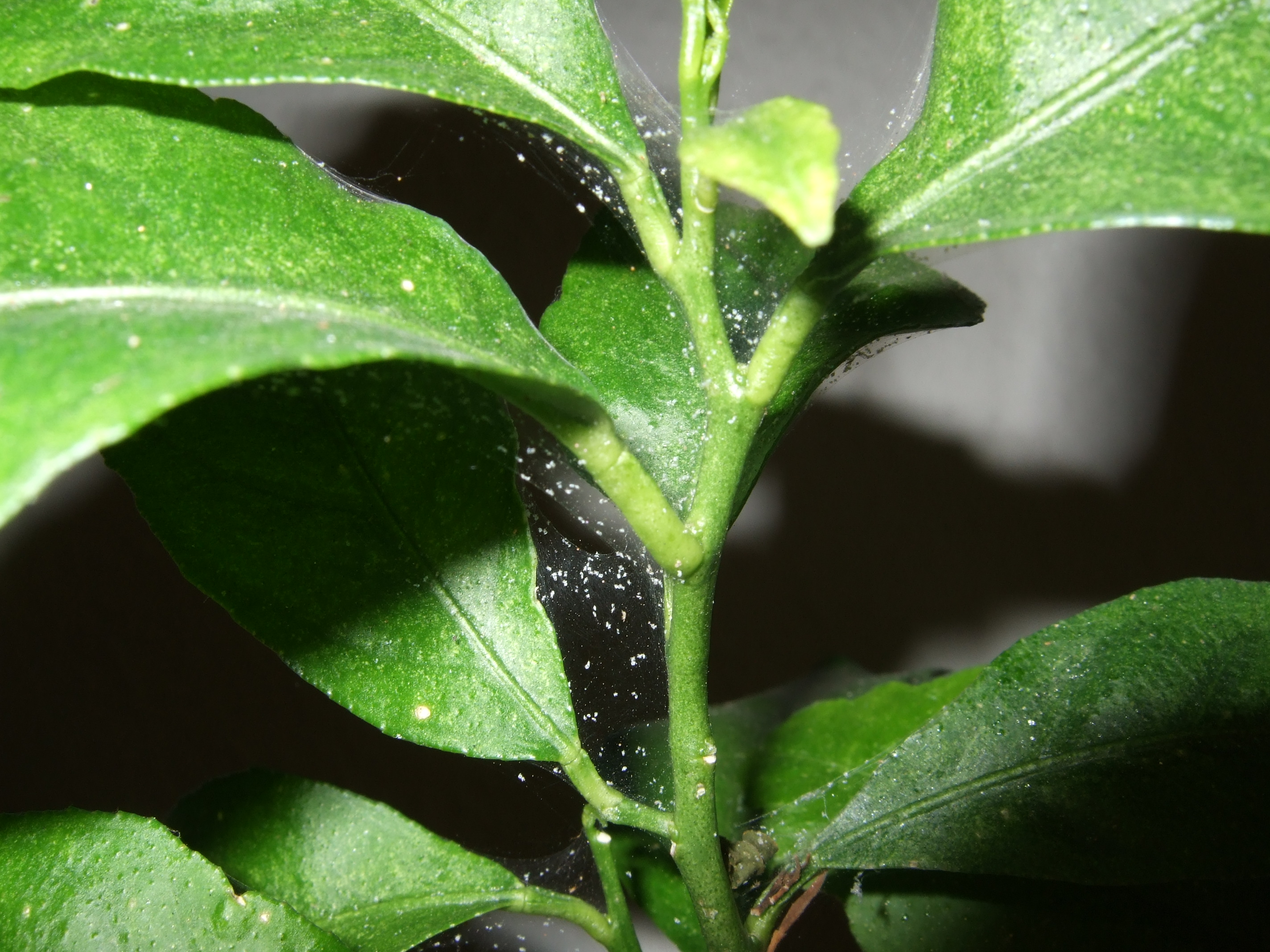
Aranyes roges en un llimoner

Les condicions ambientals càlides i seques afavoreixen la seva proliferació, ja que aleshores els ous es desclouen en uns tres dies i en cinc dies més ja són madurs sexualment. Una sola femella d'aquest àcar pot tenir una descendència d'un milió d'individus en tan sols un mes. Un cicle vital tan accelerat permet a aquests àcars adaptar-se al plaguicides químics produint resistències a la seva matèria activa i fer-lo in-efectiu.
Aquests àcars, com també els himenòpters i alguns homòpters, són arrenotocs (una forma de partenogènesi): les femelles són diploides i els mascles haploides. Els ous fertilitzats donen femelles diploides i els no fertilitzats donen, exclusivament, mascles haploides.

## Mesures de contraaссió
Àcars depredadors

Els àcars depredadors de la família Phytoseiidae mengen aranyes vermelles adultes, els seus ous a totes les etapes intermèdies del seu desenvolupament. Els àcars depredadors poden consumir a 5 àcars aranya adults o 20 ous per dia.
Sabó insecticida

L'esprai de sabó insecticida és efectiu contra els àcars. Està disponible en comerços o es pot fabricar amb certs tipus de sabó de rentar. No obstant això, atès que també mata els àcars depredadors, no se'n recomana l'ús si aquests últims són presents.
Oli de neem

L'oli de neem genera una pel·lícula que asfixia els àcars. No obstant això, un cop aplicat no n'hi ha prou. Un estudi va mostrar que augmentar el CO2 al 20% provoca la mort del 99% dels àcars després de 113 hores a temperatura de 20 °C. El temps es pot reduir a 15,5 hores quan la temperatura puja a 40 °C. Els àcars aranya també són sensibles a les temperatures i la humitat més baixes.
Acaricides

Els acaricides s'apliquen als cultius agriculs per controlar els àcars. Aquests poden ser de naturalesa sistèmica o no sistèmica i poden ser resistents, assegurant una activitat residual durant més dun mes. Els desavantatges inclouen l'alt potencial per desenvolupar resistència a les poblacions d'àcars, com s'observa amb generacions anteriors d'acaricides, i la toxicitat d'alguns acaricides per als peixos. Per tant, cal escollir correctament les mesures de precaució i mode d'aplicació adequades per minimitzar els riscos.

## Gèneres
El membre més conegut d'aquest grup és Tetranychus urticae, que té una distribució cosmopolita, i ataca moltes plantes incloent les hortícoles. Altres espècies amb importància comercial són Panonychus ulmi (dels arbres fruiters) i Panonychus citri (dels cítrics).

La família es subdivideix en les següents subfamílies, tribus i gèners:
Bryobinae Berlese
- Bryobini Reck

- Neoschizonobiella Tseng
- Sinobryobia Ma et al.
- Marainobia Meyer
- Bryobia Koch
- Toronobia Meyer
- Pseudobryobia McGregor
- Strunkobia Livshitz & Mitrofanov
- Mezranobia Athias-Henriot
- Eremobryobia Strunkova & Mitrofanov
- Bryobiella Tuttle & Baker
- Hemibryobia Tuttle & Baker

- Hystrichonychini Pritchard & Baker

- Bryocopsis Meyer
- Tetranychopsis Canestrini
- Notonychus Davis
- Dolichonobia Meyer
- Monoceronychus McGregor
- Mesobryobia Wainstein
- Hystrichonychus McGregor
- Parapetrobia Meyer & Rykev
- Peltanobia Meyer
- Tauriobia Livshitz & Mitrofanov
- Aplonobia Womersley
- Paraplonobia Wainstein
- Beerella Wainstein
- Magdalena Baker & Tuttle
- Porcupinychus Anwarullah
- Afronobia Meyer

- Petrobiini Reck

- Neotrichobia Tuttle & Baker
- Schizonobiella Beer & Lang
- Schizonobia Womersley
- Dasyobia Strunkova
- Lindquistiella Mitrofanov
- Edella Meyer
- Petrobia Murray

Tetranychinae Berlese
- Eurytetranychini Reck

- Atetranychus Tuttle et al.
- Synonychus Miller
- Eurytetranychus Oudemans
- Eurytetranychoides Reck
- Eutetranychus Banks
- Meyernychus Mitrofanov
- Aponychus Rimando
- Paraponychus Gonzalez & Flechtmann
- Sinotetranychus Ma & Yuan
- Anatetranychus Womersley
- Duplanychus Meyer

- Tenuipalpoidini Pritchard & Baker

- Eonychus Gutierrez
- Crotonella Tuttle et al.
- Tenuipalpoides Reck & Bagdasarian
- Tenuipalponychus Channabasavanna & Lakkundi

- Tetranychini Reck

- Brevinychus Meyer
- Sonotetranychus Tuttle et al.
- Mixonychus Meyer & Ryke
- Evertella Meyer
- Panonychus Yokoyama
- Allonychus Pritchard & Baker
- Schizotetranychus Trägårdh
- Yunonychus Ma & Gao
- Yezonychus Ehara
- Neotetranychus Trägårdh
- Acanthonychus Wang
- Mononychellus Wainstein
- Platytetranychus Oudemans
- Eotetranychus Oudemans
- Palmanychus Baker & Tuttle
- Atrichoproctus Flechtmann
- Xinella Ma & Wang
- Oligonychus Berlese
- Hellenychus Gutierrez
- Tetranychus Dufour
- Amphitetranychus Oudemans